# Congregación de María Madre del Redentor
La Congregación de María Madre del Redentor (en latín: Congregatio Canonicorum Regularium Mariæ Matris Redemptoris), también conocida como Canónigos Regulares de San Agustín de la Congregación de María Madre del Redentor, es una orden religiosa católica de canónigos regulares de derecho diocesano y una de las ramas de la Orden de Canónigos Regulares de San Agustín, fundada por la religiosa francesa María de la Cruz Nault en Saint-Aignan-sur-Roë, en 1971. A los religiosos de este instituto se les conoce como hermanitos de María y posponen a sus nombres las siglas C.R.M.R.

## Historia
La congregación fue fundada por la religiosa francesa, de la Congregación de la Inmaculada Concepción, María de la Cruz Nault en 1971, en Saint-Aignan-sur-Roë, en el departamento de Mayenne (Francia). Esta religiosa había fundado anteriormente la Congregación de las Hermanitas de María Madre del Redentor, con el apoyo de los monjes de la Abadía de Solesmes. El instituto fue aprobado por obispo Louis-Marie Billé, de la diócesis de Laval, en 1986, como congregación religiosa de derecho diocesano.
En 1987 los canónigos de María Madre del Redentor se afiliaron a la Orden de Canónigos Regulares de San Agustín, siendo la única congregación de derecho diocesano al interno de la confederación.

## Organización
La Congregación de María Madre del Redentor hace parte de la Confederación de Canónigos Regulares de San Agustín y tiene un gobierno centralizado que recae sobre un superior general, que en el instituto es llamado prior general. El instituto pertenece a la familia de María Madre del Redentor, formado por otros institutos fundados por María de la Cruz, a saber: las Hermanitas de María Madre del Redentor, los Mensajeros de María Madre del Redentor y los laicos afiliados a ellos.
Los hermanitos de María se dedican al ministerio pastoral parroquial, a solemnizar la liturgia y a la atención de peregrinos y movimientos eclesiales. En 2014, el instituto contaba con unos 34 canónigos, presentes únicamente en Francia.